# Conscription

Pas de forces armées
Pas d'obligation (volontaire / armée professionnelle)
Écrit dans la loi, mais moins de 20 % d'enrôlements en pratique
Obligatoire
Pas d'informations

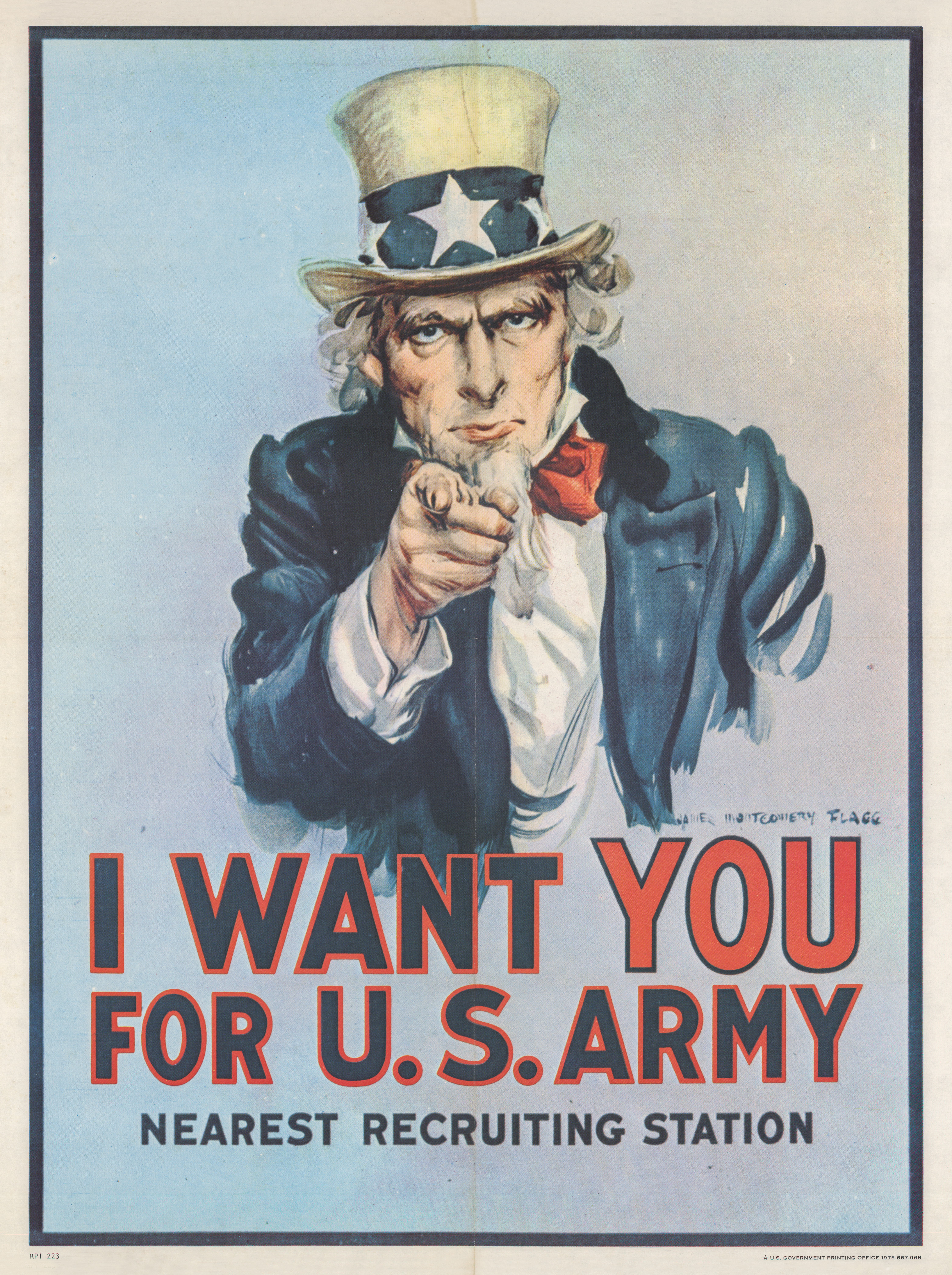
Dans un pays où la conscription n'est pas appliquée, comme aux États-Unis, le recrutement de l'armée se déroule comme pour n'importe quelle autre institution, par voie publicitaire.
Ici, l'Oncle Sam incite les jeunes américains à rejoindre le contingent américain qui se rend sur le front européen en 1917
(voir l'article : Conscription aux États-Unis).

La conscription ou le service militaire obligatoire est l'ordre donné par un État d'une partie de sa population afin de servir ses forces armées. Elle se distingue en cela d'un enrôlement volontaire.
En France, et faisant suite aux armées professionnelles de l'Ancien Régime ou de mercenaires utilisées jusqu'à la fin du XVIIIe siècle, la conscription moderne est principalement développée et créée par la Révolution française, avec la fameuse levée en masse de l'an II (22 septembre 1793 au 21 septembre 1794), organisée ensuite par la loi Jourdan, puis abolie par la charte constitutionnelle du 4 juin 1814, mais avec une formulation ambiguë (article 12 : « La conscription est abolie. Le mode de recrutement de l'armée de terre et de mer est déterminé par une loi »).
Au début du XXIe siècle, la plupart des États occidentaux ont mis fin à la conscription. Néanmoins, d'autres pays l'ont conservée, comme la Norvège, la Suisse, la Finlande et l'Autriche. La Suède l'a réintroduite en 2016.

## Historique
La conscription trouve son origine dans l'Antiquité. On la retrouve dans de nombreuses cités helléniques qui en faisaient un usage fréquent, mais, dépourvue de caractère de masse, elle était limitée à la classe des citoyens ne formant qu'un dixième de la population. Il existait surtout, en Grèce, en dehors du cadre idéalisé des cités, des mercenaires professionnels se vendant au plus offrant, par exemple à Hannibal ou à Cyrus, et dont Xénophon a décrit la vie dans l'Anabase. À Rome, à l'origine, seuls les patriciens avaient le droit de participer à l'armée et une des revendications des plébéiens fut de pouvoir également en faire partie ; par la suite, tout citoyen romain put participer à l'effort militaire. Les prolétaires, infraclassem, ne pouvaient pas servir dans l'armée et Marius fut le premier à en avoir admis dans les légions.
L'armée ne devint permanente que sous Auguste, et même si le civis Romanus avait l'obligation théorique d'en faire partie, elle était désormais constituée de volontaires surtout provinciaux. Ces exemples, tirés de Tite-Live et de Thucydide, mais de manière déformée, ont inspiré les idéologues révolutionnaires dans la création de la conscription.
En Mésopotamie, le service militaire, ilkum était récompensé par l'octroi d'une terre et d'une maison. Chez les successeurs d'Hammurabi, le service militaire est devenu héréditaire et lié à la possession de la terre en question. Si le Code de Hammurabi interdisait de payer des remplaçants, la pratique existait.
Au Moyen Âge, l'ost désigne le service militaire dû au roi ou au seigneur.
En 1688 Le Royaume de France met en place la milice provinciale. Le recrutement se fait par tirage au sort.

## Récapitulatif

### Liste des pays sans armée (ou l'ayant sous-traitée à un pays tiers)
- Andorre
- Costa Rica
- Dominique
- Grenade
- Islande
- Kiribati
- Liechtenstein
- Îles Marshall
- Maurice
- États fédérés de Micronésie
- Monaco
- Nauru
- Palaos
- Panama
- Sainte-Lucie
- Saint-Vincent-et-les-Grenadines
- Samoa
- Îles Salomon
- Tuvalu
- Vanuatu

### Liste des pays sans service militaire obligatoire
104 États n'ont jamais eu le service militaire obligatoire ou l'ont suspendu ou supprimé.
- Afrique du Sud
- Albanie
- Allemagne
- Antigua-et-Barbuda
- Arabie saoudite
- Argentine
- Australie
- Bahamas
- Bahreïn
- Bangladesh
- Barbade
- Belgique
- Belize
- Bhoutan
- Bosnie-Herzégovine
- Botswana
- Brunei
- Bulgarie
- Burkina Faso
- Burundi
- Cameroun
- Canada
- Chili
- Chine
- Comores
- République du Congo
- République démocratique du Congo
- Croatie
- Djibouti
- République dominicaine
- Espagne
- Eswatini
- États-Unis
- Éthiopie
- Fidji
- France
- Gabon
- Gambie
- Ghana
- Guinée
- Guyana
- Honduras
- Hongrie
- Inde
- Indonésie
- Irak
- Irlande
- Italie
- Jamaïque
- Japon
- Jordanie
- Kenya
- Lesotho
- Liban
- Liberia
- Luxembourg
- Macédoine du Nord
- Madagascar
- Malawi
- Maldives
- Malte
- Monténégro
- Namibie
- Népal
- Nicaragua
- Nigeria
- Nouvelle-Zélande
- Oman
- Ouganda
- Pakistan
- Papouasie-Nouvelle-Guinée
- Pays-Bas
- Pérou
- Philippines
- Pologne
- Portugal
- Qatar
- Roumanie
- Royaume-Uni
- Rwanda
- Saint-Christophe-et-Niévès
- Saint-Marin
- Serbie
- Seychelles
- Sierra Leone
- Slovaquie
- Slovénie
- Somalie
- Sri Lanka
- Suriname
- Tanzanie
- République tchèque
- Timor oriental
- Tonga
- Trinité-et-Tobago
- Uruguay
- Vatican
- Zambie

### Liste des pays avec un service militaire obligatoire
- Afghanistan
- Algérie
- Arménie
- Autriche
- Brésil
- Corée du Nord
- Corée du Sud
- Danemark
- Estonie
- Finlande
- Grèce
- Haïti
- Iran
- Israël
- Lettonie
- Lituanie
- Maroc
- Norvège
- Russie
- Suède
- Suisse
- Syrie
- Thaïlande (tirage au sort)
- Tunisie
- Turkménistan
- Turquie
- Ukraine

## Situation par pays

### Afghanistan
La conscription existe en Afghanistan. Le gouvernement intérimaire tente à partir de septembre 2002 d'empêcher les jeunes Afghans d'échapper au service militaire en refusant la délivrance de passeports aux hommes de 22 à 28 ans.

### Algérie
En Algérie, le service militaire est obligatoire pour tous les hommes arrivés à l'âge de 19 ans et n'ayant aucune maladie ni aucun problème physique ou mental. Jusqu'en 2002, il durait 24 mois. Sa durée a ensuite été réduite à 18 mois en mars 2011, puis à 12 mois en 2014.
Certains critères peuvent invalider l'obligation du service national, tels que :
- avoir une taille de moins de 1,6 m ;
- avoir un indice de masse corporelle supérieur à 30 (30 étant le seuil d'obésité) pour les troupes au sol.

Il est également possible de bénéficier d'une dispense, appelée carte jaune, pour diverses raisons comme soutien de famille ou surcharge des effectifs dans les différentes casernes.
Les appelés ont quatre mois de formation (tir, entraînement physique et moral, mise en situation d'attaque ennemie) ; les huit mois restants sont constitués de service dans l'armée au sol, de la protection civile au sol.
L'armée algérienne a entrepris depuis 1999 un plan de modernisation. En 2007, le gouvernement algérien a engagé un projet de loi visant à n'avoir que des militaires professionnels et donc à supprimer le service national obligatoire et le remplacer pour les recensements par une journée d'appel. En avril 2008, un député a proposé une modification de loi concernant le service civil algérien, énonçant qu'il ne devrait pas dépasser 9 mois d'instruction et qu'il devrait être dépourvu de tout service militaire dans l'armée algérienne. Cependant, à ce jour, aucun changement du service militaire n'a été effectué.

### Allemagne
Le service militaire (Wehrdienst) en Allemagne est en principe obligatoire, mais l'obligation (Wehrpflicht) a été suspendue au 1er juillet 2011,. Il concernait tous les citoyens de sexe masculin, hormis ceux ayant deux frères ayant fait leur service militaire (la loi allemande disposant que la nation ne peut demander plus de deux de ses enfants à une même famille), ceux dont un ancêtre (jusqu'à la troisième génération) a été persécuté par le national-socialisme, ceux ayant fait un service militaire dans un autre pays dont ils sont ressortissants et ceux poursuivant des études de théologie dans le but de devenir prêtre catholique ou pasteur protestant. Les hommes mariés ou ayant un enfant à charge peuvent également être dispensés s'ils en font la demande.
Les appelés doivent, soit servir pendant neuf mois dans l'armée, soit effectuer un service civil. Bien qu'à l'origine la conscription soit de nature militaire, il y a aujourd'hui deux fois plus de conscrits effectuant un service civil que de conscrits effectuant un service militaire. Les femmes ne font pas partie des conscrits, mais peuvent servir en tant que volontaires ou comme soldates professionnelles. Les appelés ne spécifiant pas qu'ils sont objecteurs de conscience effectuent par défaut leur service militaire (Wehrdienst) dans la Bundeswehr (appellation officielle de l'armée allemande). L'entraînement de base (Grundwehrdienst) comprend trois mois d'entraînement au combat puis six mois de service où le conscrit est assigné à un poste. Le conscrit atteint normalement le grade de Obergefreiter (comparable à soldat de 1re classe ou caporal). Pendant la durée du service, les soins de santé, le logement, la nourriture et les billets de train sont gratuits. Les conscrits reçoivent environ 9 € par jour et quelques bonis.
Durant leur service militaire, les conscrits ne peuvent pas être déployés à l'étranger contre leur volonté. Les contributions allemandes dans les forces telles que l'ISAF (Force internationale d'assistance et de sécurité) en Afghanistan ou la KFOR (Force pour le Kosovo) au Kosovo comprennent uniquement des soldats professionnels et volontaires. Les conscrits souhaitant prendre part à de telles missions doivent se porter volontaires pour une extension de service.
La constitution allemande (Grundgesetz ou « loi fondamentale ») précise que l'objection de conscience doit être rendue possible. Les appelés peuvent donc opter pour un « service alternatif » (Wehrersatzdienst). L'objecteur de conscience doit affirmer dans une lettre personnelle ses objections à accomplir le service militaire. Dans ce cas, l'objection de conscience est généralement acceptée sans aucun problème. Un service alternatif est souvent plus pratique qu'un service militaire puisque les appelés peuvent continuer à vivre chez eux et non pas en caserne militaire. En 1957, dans sa Lettre à un jeune catholique, l'intellectuel Heinrich Böll s'en prend vigoureusement au retour de la conscription en Allemagne dans le contexte de la guerre froide.

### Australie
Depuis le 5 décembre 1972, il n'y a plus de conscription en Australie.

### Belgique
Depuis le 1er mars 1995, il n'y a plus de conscription en Belgique.

### Brésil
Au Brésil, le service militaire date de l'époque coloniale où le roi de Portugal donnait des terres à un capitaine donataire, riche planteur esclavagiste. Des colons avaient l'obligation de défendre leurs capitaineries contre les résistants indiens.

### Canada
Au Canada, les nationalistes canadiens-français se sont opposés à la conscription lors des deux Guerres mondiales. Le plébiscite du 27 avril 1942 a rendu possible la conscription grâce aux voix des Canadiens anglais. Les Canadiens français s'étaient prononcés majoritairement contre. Lors de la première crise de la conscription, une émeute à Québec éclate en 1918 et dure cinq jours. L'intervention de l'armée fait 4 morts et 75 blessés (dont 5 au sein de l'armée).
Voir :
- Crise de la conscription (1917-1918)
- Crise de la conscription (1944)

### Chine
Chaque année, les citoyens masculins de 18 ans révolus, avant le 31 décembre, doivent être appelés sous les drapeaux. Ceux qui ne sont pas enrôlés l'année même peuvent être recrutés pour un service actif avant 22 ans.
L'armée peut recruter des citoyennes issues d'études supérieures pour des emplois militaires spécifiques. Le service actif dure deux ans.

### Corée du Nord
En 1993, la teneur exacte de la législation en la matière était inconnue. Les hommes et les femmes sont appelés au service militaire, sous réserve qu'ils soient considérés loyaux au parti ; la durée du service est estimée à 42 mois, à partir de l'âge de 17 ans.
La taille minimale des appelés passe en 2012 de 145 à 142 cm, pour pallier les effets de la famine des années 1990.

### Corée du Sud
La conscription en Corée du Sud existe depuis 1957 et oblige les citoyens masculins âgés de 18 à 35 ans à effectuer un service militaire obligatoire. Les femmes ne sont pas tenues d'effectuer un service militaire, mais elles peuvent s'engager volontairement dans l'armée.

### Danemark
Au Danemark, la conscription (værnepligt) était obligatoire pour tous les hommes physiquement aptes âgés de plus de 18 ans, conformément à l'article 81 de la Constitution du Danemark et à l'article 2 de la loi danoise sur la conscription. Cependant en 2010 il fut mis fin à celle-ci en raison d'un nombre suffisant de volontaires pour l'armée. En 2014 le service militaire obligatoire fut rétabli. Mais comme les forces armées danoises, vu leur format réduit, n’avaient pas besoin d’enrôler toute une classe d’âge sous les drapeaux, sur l'effectif appelé il y eut 99,1 % de volontaires pour 0,9 % de tirés au sort.
Tout homme de plus de 18 ans est enrôlé pour la « Journée de la défense » (forsvarets dag), où il subit des tests de santé. Les hommes considérés comme en bonne santé ou partiellement capables doivent participer à un tirage au sort. Ceux jugés partiellement aptes tirent un numéro mais ne sont pas obligés d'effectuer leur service militaire s'ils le souhaitent, même s'il s'agit d'un numéro auquel un homme physiquement apte devrait servir. Les hommes jugés physiquement aptes peuvent être contraints d'effectuer leur service militaire, en fonction du numéro qu'ils tirent au sort. Les numéros compris entre 8 000 et 36 000 ne mènent pas à la conscription en temps de paix. Les numéros compris entre 1 et 8 000 peuvent conduire à la conscription, même en temps de paix, s'il n'y a pas assez de volontaires.
Le service obligatoire, pour les personnes tirées au sort, dure 4 mois et sera porté à 11 mois en 2026. Les jeunes femmes ne sont pas soumises à la conscription, mais ceci aussi sera modifié en 2026.
En 2023 il y a eu 4 700 appelés qui deviendront 5 000 en 2026 et 7 500 en 2028.

### Espagne
En Espagne, les divers services militaires implantés après la Régence ultérieure à la mort de Ferdinand VII avaient rencontré des problèmes d'acceptation sociale. Les quintos et la possibilité de payer pour éluder le service résultaient en l'utilisation de soldats des classes sociales les plus basses pour la défense de la patrie, ce qui provoquait une certaine réprobation parmi les intéressés.
Ce service avait reçu la dénomination populaire de « Mili » et était exclusivement masculin. Pendant les dernières années du franquisme, les premiers cas d'objection de conscience à caractère antimilitariste se sont produits, (les témoins de Jéhovah refusaient déjà de faire le service militaire). Après la Transition surgit le mouvement d'objection de conscience (MOC), avec quelques dizaines de militants. En 1984, l'objection de conscience obtient un statut juridique.
En 1997, cent-trente-mille dossiers d'objection de conscience sont présentés. Le service militaire obligatoire a été suspendu, puis supprimé, en 2001.

### Estonie
Le 3 septembre 1991 le Conseil suprême de la République d’Estonie décide de former une force de défense et établit une obligation de service militaire pour tous les hommes physiquement et mentalement en bonne santé. Le 27 janvier 1992 la loi fixe la durée de conscription à 18 mois. Le 9 mars 1994 cette duré est ramenée à 12 mois.
Le 18 août 1997 les premiers cours d'officiers de réserve pour les conscrits sont organisés. Le 14 mars 2000, les étudiants ne sont plus exemptés du service militaire, et le 25 juillet le gouvernement fixe la durée du service militaire entre 8 et 11 mois suivant le niveau d'éducation, l'unité d'affectation, le grade ou certaines spécialités. Il est à noter que le Force aérienne ne prend pas de conscrits.
Le 13 juin 2012 une nouvelle loi sur le service des forces de défense est votée. Elle prévoit, entre autres, un service militaire obligatoire pour les jeunes hommes entre 18 et 27 ans, et la conscription volontaire pour les femmes à partir 1er avril 2013. En 2018 le Ministère de la Défense prévoyait un enrôlement annuel de 4 000 conscrits en 2022. En 2021 le nombre effectivement enrôlés fut de 3 336. En 2022 il y avait 2 600 conscrits dans l'infanterie, 100 dans la Marine et 800 autres dans d'autres unités. En mai 2023 le gouvernement a décidé de généraliser à 11 mois la durée du service, et confirmé l'enrôlement annuel de 4 000 conscrits en deux appels de 2 000 personnes au printemps et à l'automne.
Un employeur ne peut licencier un appelé au service militaire. Pendant le service, un conscrit soldat reçoit une allocation mensuelle de 115 €. Cette dernière augmente avec le grade.
Après leur période de service obligatoire, les conscrits sont affectés à la réserve. Ils sont susceptibles d'être rappelés pour des mises à niveau tous les 3 à 5 ans.

### États-Unis
Aux États-Unis, le service militaire obligatoire a été utilisé à plusieurs reprises, en général en temps de guerre, mais aussi dans des périodes de conflits non déclarés, comme pendant la Guerre froide. Les États-Unis ont abandonné la conscription en 1973 pour une armée de métier composée uniquement de volontaires. Cependant, le Selective Service System reste en fonction et les hommes âgés de 18 à 25 ans sont tenus d'y être enregistrés, dans le cas où la conscription devrait être réactivée. Dans les conditions actuelles, un retour de la conscription est jugé peu probable par la plupart des experts politiques et militaires.
Historiquement, les États-Unis ne connaissent qu'un type de milices volontaires. En 1917, l'adoption du Selective Service Act quelques semaines après l'entrée en guerre contre l'Empire allemand permet de mettre en place la conscription. D'avril 1917 à novembre 1918, le pays est capable d'organiser la mobilisation de 4 millions de soldats.
Durant la guerre civile, les deux gouvernements unionistes et confédérés ont fini par recourir à la conscription et elle fut parfois sujette à polémique, surtout à New York, où des émeutes ont lieu 13 au 16 juillet 1863, après l'adoption par le Congrès des États-Unis de nouvelles lois sur la conscription. Une des causes de ces émeutes est une clause stipulant que les hommes appelés peuvent être exemptés de conscription s'ils s'acquittent d'une somme de 300 $ ou fournissent un remplaçant, que l'on nomme « taxe d'exemption », ce que les classes populaires et moyennes ne peuvent se permettre, créant ainsi des inégalités face à la conscription. À l'origine conçues pour exprimer le mécontentement de la population vis-à-vis des lois de conscription, elles[Quoi ?] tournent rapidement à un affrontement racial entre Blancs et Noirs dans les rues. L'armée parvient à maîtriser la foule et à rétablir l'ordre au bout de trois jours, mais après le saccage de nombreux immeubles. Totalisant 119 ou 120 morts et 2 000 blessés, 184 émeutiers ont pu être identifiés, dont 117 sont nés en Irlande, 40 aux États-Unis et 27 dans d'autres pays d'Europe,,,.

### Finlande
Sur base de la loi sur la conscription du 28 décembre 2007 amendant celle du 15 septembre 1950 , le service militaire est obligatoire pour tous les jeunes hommes entre 18 et 30 ans. Il dure six, neuf ou douze mois en fonction de la spécialité . Les Finlandais qui refusent de prester un service militaire ont la possibilité de le remplacer par un service civil de douze mois. Les jeunes femmes entre 18 et 29 ans peuvent s'engager volontairement pour le service militaire.
En 2025, 24 000 recrues seront appelés en deux levées de 12 000 jeunes. Pendant leur service militaire les conscrits perçoivent une indemnité journalière de 6,10 € pendant les 165 premiers jours, 10,15 € du 166e au 255e jour et 14,15 € à partir du 256e jour. Les recrues féminines touchent en plus 1,50 €/jour pour les fournitures indispensables non délivrées par l'armée.

### France
En France, le service national, ou « service militaire », remonte à la Révolution française et est le successeur des milices instituées par Louvois. C'est la loi Jourdan-Delbrel qui l'institue en 1798.
Il a connu plusieurs formes depuis la Révolution, jusqu'à sa suspension en 1997. Dans sa dernière forme, il était théoriquement « universel et égalitaire », mais n'était en réalité obligatoire que pour les hommes.
Une coutume voulait que le conscrit libérable se taillât une quille qu'il décorait librement. Cette expression : « La Quille ! » désignait ainsi la fin du service national et le retour à la vie civile.
Le 22 février 1996, le président de la République Jacques Chirac annonce sa décision de professionnaliser les armées et de suspendre le service national obligatoire,. La loi no 97-1019 du 28 octobre 1997 entérine cette suspension. Cette annonce sera suivie d'effet après 1998.
Une journée obligatoire de sensibilisation à la défense et à la citoyenneté est créée à la place, la « Journée d'appel de préparation à la défense » (JAPD), aujourd'hui appelée « Journée défense et citoyenneté » (JDC).

### Israël
En Israël, le service militaire est obligatoire à partir de 18 ans pour une durée de 3 ans pour les hommes et 2 ans pour les femmes. Cependant, les Arabes israéliens sont systématiquement exemptés, bien que l'armée intègre chaque année de plus en plus de volontaires. Les ultra-orthodoxes bénéficient d'un accord d'exemption obtenu à la création de l'État d'Israël auprès de David Ben Gourion, soucieux de voir se former en Israël, nouvelle patrie des Juifs, une communauté orthodoxe très lourdement affectée par la Shoah.
Par contre, les autres minorités (Druzes et Bédouines) ont obtenu d'être appelées (sur la base du volontariat néanmoins pour les bédouins) ; mais le plus souvent, elles servent dans des unités spécifiques au sens ethno-religieux. Par opposition, les personnes de confession juive qui n'ont pas la citoyenneté israélienne peuvent faire leur service militaire en Israël. Avoir fait son service est souvent demandé comme un préalable aux recrutements civils, et notamment dans l'industrie de sécurité et de l'armement. Les femmes mariées ou enceintes sont le plus souvent dispensées ou peuvent effectuer à la place un service civil.
Depuis plusieurs années, des jeunes, appelés « refuzniks », refusent de servir dans les territoires occupés par l'état d'Israël en Cisjordanie. Ils sont souvent jugés et condamnés à des peines de prison.

### Italie
En Italie, le service militaire obligatoire a pris fin le 1er janvier 2006.

### Lettonie
Le 19 avril 2023 est entrée en application la loi soumettant les hommes de 18 à 27 ans au service de défense nationale. Quant aux femmes, elle peuvent volontairement s'inscrire au service militaire pendant la même période d'âge. La durée de ce service militaire est de 11 mois dans une unité des Forces armées ou de la Garde nationale.
Le 31 mai 2024, les 250 premiers conscrits ont terminé leur service. Le rythme suivant est prévu dans le futur :
| Année | Enrôlement prévu |
| ----- | ---------------- |
| 2025  | 1 040            |
| 2026  | 1 580            |
| 2027  | 2 800            |

Pendant leur service, les conscrits touchent une allocation de 300 €/mois.

### Liban
Au Liban, le service militaire obligatoire a été ramené de 12 à 6 mois le 4 mai 2005 et officiellement supprimé le 10 février 2007.

### Lituanie
La loi du 22 octobre 1996 (amendée le 20 juin 2002) avait créé un service militaire obligatoire pour les hommes de 19 à 26 ans. Après l'avoir supprimé en septembre 2008, le pays a rétabli au printemps 2015 un service militaire obligatoire. Les hommes de 18 à 23 ans sont susceptibles d'être enrôlés pour une période de 9 mois. Les conscrits sont appelés au service sur base d'un système de loterie automatisé parmi les jeunes hommes soumis à l’obligation de service militaire.
| Année | Appelés |
| ----- | ------- |
| 2022  | 3 828   |
| 2023  | 3 845   |
| 2024  | 3 845   |

Pour 2025, 25 149 jeunes hommes sont éligibles au service militaire, mais il n'est prévu de n'en appeler que 3 865.
Les jeunes femmes de 18 à 38 ans peuvent volontairement s'engager pour un service militaire.

### Maroc
En août 2018, un projet de loi vise à réintroduire le service national obligatoire pour les Marocains de 19 à 25 ans. Ce service d'une durée de 12 mois serait obligatoire pour les hommes et optionnel pour les femmes.

### Norvège
La section 109 de la Constitution norvégienne établit comme règle générale l'obligation, pour les sujets norvégiens, de service dans la défense du pays pour une période de temps délimitée; et ce suivant les dispositions définies par une loi. C'est en 1878 que le service militaire obligatoire pour les hommes fut mis en application. En 1985 le Parlement norvégien passa une loi autorisant les femmes volontaires à s'enrôler sur un pied d'égalité avec les hommes, tant du point de vue standards d'entraînement que de niveau attendu de performances. Et elles sont autorisées à remplir des fonctions de combat. Le 14 octobre 2014, le Parlement norvégien vota le loi rendant la conscription obligatoire pour les femmes à partir du 1er janvier 2015. La loi actuelle prévoit la conscription obligatoire de 19 à 44 ans. En pratique les concernés sont soumis à des tests d'aptitude. En 2023, parmi les personnes reconnues aptes, seules 9 840 recrues ont été effectivement appelées, soit 15 % des candidats éligibles. Le gouvernement norvégien souhaite désormais atteindre un objectif de 25 % d’ici à 2036, avec 13 500 conscrits attendus,.
| Année | Conscrits, |
| ----- | ---------- |
| 2005  | 8 492      |
| 2010  | 9 631      |
| 2021  | 9 888      |

Après une dure formation de base de 6 à 8 semaines, les recrues effectuent un service total de 6 à 12 mois puis elles sont versées dans la réserve.

### Portugal
Le parlement portugais a adopté le 1er juillet 1999 le projet de loi mettant fin au service militaire obligatoire et les derniers appelés ont terminé leur service militaire le 21 septembre 2004. Un moment évoquée, la mise en place d'un service civique obligatoire n'a toujours pas vu le jour.

### Royaume-Uni
Le Royaume-Uni a imposé la conscription pour la première fois en 1916 pendant la Première Guerre mondiale puis l'a aboli en 1920. Pendant la Grande guerre, Bertrand Russell a été emprisonné à cause de son refus de la conscription.
Le Royaume-Uni l'a réintroduite en 1939 avec le déclenchement de la Seconde Guerre mondiale.
En tout, 8 millions d'hommes furent enrôlés à cette époque, ainsi que plusieurs centaines de milliers de femmes. Le rétablissement de la conscription à la suite d'un vote le 27 avril 1939, avant que les combats ne commencent, est largement dû aux pressions de la France qui souligna la nécessité d'une armée britannique importante à opposer à l'Allemagne. Début 1942, les femmes célibataires entre 19 et 30 ans ont également été soumises à la conscription. Beaucoup furent envoyées dans les usines, mais elles pouvaient également se porter volontaires pour le Service territorial auxiliaire (ATS, Auxiliary Territorial Service) ou d'autres services publics féminins. Aucune ne fut affectée à des missions combattantes, même si elles avaient été volontaires. En 1943, les femmes furent soumises à différentes formes de travail obligatoire jusqu'à l'âge de 51 ans. Pendant la Seconde Guerre mondiale, 1,4 million d'hommes britanniques se portèrent volontaires pour le service militaire, et 3,2 millions furent soumis à la conscription. Les conscrits ont constitué 80 % de l'armée de terre, 60 % de la Royal Navy et 50 % de la Royal Air Force.
L'abolition de la conscription fut annoncée le 4 avril 1957 par le Premier ministre Harold Macmillan, fraîchement élu, la mesure entrant en application trois ans plus tard, en 1960. Les jeunes hommes nés avant septembre 1939 furent les dernières personnes enrôlées dans l'armée britannique. L'armée britannique est devenue une armée entièrement professionnelle en 1963.

### Russie
Pierre le Grand instaure le « recrutement obligatoire », un service à vie, jusqu'en 1793 où il est réduit à 25 ans, puis à 20 ans en 1835 et à 12 ans en 1855. Le service militaire de la Russie moderne remonte à une loi de 1967, d'une durée de deux ans. Il demeure presque inchangé jusqu'en 2008 où sa durée est réduite à 12 mois.

### Suède
La conscription militaire y fut introduit en 1812. Tout homme de 21 à 25 ans était requis pour un service d'une durée de 240 jours. Pendant la guerre froide, le pays disposait d’un service militaire obligatoire faisant que 85 % des jeunes suédois d’une classe d’âge effectuait un service de 11 mois. À la suite de la fin de cette guerre froide, la Suède avait supprimé le service militaire obligatoire le 30 juin 2010.
La situation géopolitique ayant changé en Europe, ce service obligatoire a été rétabli en 2017 tant pour les garçons que pour les filles.
L’année de leur 18 ans tous les jeunes (constituant une classe d’âge) reçoivent un questionnaire destiné à évaluer leur état physique et psychologique. Ceux jugés aptes au service vont constituer la classe millésimée parmi laquelle seront retenus les appelés effectifs. Il est prévu que ces derniers constitueront 15 % des effectifs de l’armée suédoise.
| Année | Effectif classe d'âge | Jugés aptes | Appelés |
| ----- | --------------------- | ----------- | ------- |
| 2019  | 90000                 | 6000        | 4000    |
| 2023  |                       |             | 4000    |
| 2024  | 110000                | 27900       | 8000    |
| 2032  |                       |             | 12000   |

Le service obligatoire est de 9 à 15 mois (selon les affectations) pendant lesquels l’appelé touche une solde 400 €/mois et ses trajets pour rentrer chez lui sont payés par l’armée.

### Suisse
En Suisse, la culture guerrière dont la conscription représente un aspect important est un élément central de l'identité nationale. En effet, la confédération Suisse était à l'origine un ensemble de pactes de coopération (principalement militaire) entre les différents cantons. Lesdits cantons devaient fournir des troupes en suffisance dans l'éventualité qu'un des confédérés soit attaqué, ce qui les poussait à conscrire leurs populations depuis le Moyen Âge. Les Suisses sont donc toujours très attachés à la conscription obligatoire comme le montre le refus d'abolir celle-ci par 73,2 % des suffrages exprimés lors de la votation du 22 septembre 2013 sur l'initiative populaire « Oui à l'abrogation du service militaire obligatoire ».
De par son importance pour l'identité du pays, la culture guerrière est toujours solidement ancrée dans la population. Pour préparer les jeunes au service militaire, l'instruction aux armes à feu est par exemple dispensée gratuitement sur une base volontaire aux enfants dès l'âge de 8 ans (pour l'instruction à la carabine à air, 10 ans pour les véritables carabines, 14 ans pour les armes de poing et 15 ans pour le fusil d'assaut) grâce aux subventions de l'armée Suisse qui prend connaissance des résultats des jeunes par l'entremise de leurs livrets de performances. Il existe aussi de nombreux autres cours plus spécialisés qui sont accessibles aux jeunes en vue de les préparer au service. De ce fait et bien qu'il n'existe actuellement aucun danger objectif pour la sécurité nationale, la Suisse (dont la population est en comparaison plus petite que celle de Londres) possède une armée d'un effectif légèrement supérieur à celle du Royaume-Uni,, montrant bien que l'armée suisse joue plus qu'un simple rôle défensif. Par le fait que les rangs soient composés d'une majorité écrasante de citoyens conscrits et non de professionnels ainsi que par la démocratie directe suisse, l'armée est vue par beaucoup comme un instrument de souveraineté populaire bien plus que comme une émanation de la puissance de l'État, divers lois et articles constitutionnels limitant d'ailleurs la possibilité du gouvernement à avoir recours à la force militaire (interdiction de mobiliser plus de 4 000 hommes sans autorisation du parlement, interdiction de nommer un général en temps de paix, jusqu'en 1999 interdiction d'entretenir des troupes régulières, etc.).
Une loi est votée en 1996 pour la création du service civil, qui fournit aux objecteurs de conscience une alternative à la prison. Les objecteurs doivent néanmoins prouver le sérieux de leur demande par la « preuve par l'acte », consistant à effectuer 1,5 fois la durée de l'armée en service civil. Depuis avril 2009, la commission qui traite les objections de conscience est supprimée. Il n'est plus nécessaire pour l'objecteur de conscience de constituer un dossier complet et de se justifier devant une commission. Seule une déclaration signée suffit depuis, ce qui a fait exploser le nombre de demandes pour effectuer un service civil, au point que les partis conservateurs s'en inquiètent et songent à durcir les conditions d'accès au service civil ainsi qu'à rendre celui-ci plus désagréable et à augmenter la taxe d'exemption du service militaire.
Depuis le 26 avril 2022, l'initiative populaire fédérale « Pour une Suisse qui s'engage (initiative service citoyen) » est en collecte de signatures pour proposer une mise à jour du système de la conscription, sous la forme d'un service élargi au bénéfice de la collectivité et de l'environnement pour toute personne de nationalité suisse, aussi dit modèle « service citoyen ».

### Turquie
La Turquie dispose de la seconde armée la plus nombreuse de l'OTAN, avec 750 000 hommes dont 500 000 conscrits en octobre 2013, soit 150 000 effectifs de plus qu'en octobre 2010.
Le service militaire est obligatoire pour les hommes, et sa durée est de 12 mois depuis 2014, contre 15 auparavant. Les Turcs étudiants à l'étranger peuvent différer l'âge du service jusqu'à l'âge de 33 ans. Les Turcs résidant à l'étranger peuvent différer l'âge du service jusqu'à l'âge de 38 ans et peuvent également effectuer un service plus court, d'une durée d'un mois, moyennant une compensation financière. En 2010, une nouvelle mesure est discutée, prévoyant la généralisation de ce système à l'ensemble des citoyens, contre un payement d'environ 10 000 livres.
La Turquie n'est pas partie prenante à la Convention sur la réduction des cas de pluralité de nationalités et sur les obligations militaires en cas de pluralité de nationalités. Toutefois, par le biais d'accords bilatéraux, les citoyens turcs effectuant leur service militaire en Allemagne, Autriche, Danemark, Finlande, France (pour ceux nés avant le 1er janvier 1979), Grèce, Israël, Italie (pour ceux nés avant le 1er janvier 1985), Norvège, Suède, Suisse, Syrie ou Tunisie sont libérés de leurs obligations militaires en Turquie.
L'article 318 du code pénal turc prévoit des sanctions contre ceux appelant à ne pas effectuer le service militaire, et cette disposition est appliquée dans la pratique.

## Femmes et conscription
En 2006, La République populaire de Chine, La République de Chine (Taïwan), la Corée du Nord, l'Érythrée, Israël, la Libye, la Malaisie et le Pérou demandent aux femmes de servir dans l'armée.